# Алемайкина, Оксана Дмитриевна
Оксана Дмитриевна Алемайкина, в девичестве Пегова (родилась 27 октября 1995 года) — российская футболистка (игрок в мини-футбол), защитница. Мастер спорта России международного класса.

## Игровая карьера
В футбол играла с детства во дворе, поступила в школу мини-футбольного клуба «Лагуна-УОР» в 2008 году. Первый тренер — Александр Петрович Зубков, под руководством которого играла около года. Позже тренировалась под руководством Анны Лобановой и Павлины Бородиной. За клуб начала выступать с 2010 года, в 2015 году стала капитаном команды. Неоднократный чемпион страны в составе «Лагуны-УОР» и обладатель Кубка России. Мастер спорта России международного класса. Окончила Пензенский государственный университет по специальности «Государственное и муниципальное управление»; за команду ПГУ играла, ещё будучи школьницей. В 2022 году перешла в петербургский «Кристалл». В 2024 году завершила игровую карьеру.
В составе женской сборной России дебютировала 5 февраля 2013 года матчем против Венгрии (поражение 2:3). Участница экспериментального чемпионатов мира 2013 года. Серебряный призёр студенческого чемпионата мира 2016 года в составе команды Пензенского государственного университета. Бронзовый призёр чемпионата Европы 2019 года. Сыграла 40 матчей за сборную, забив 11 голов; последнюю встречу провела 23 мая 2023 года против Узбекистана (победа 7:0) забив два гола.

## Личная жизнь
8 сентября 2018 года вышла замуж за своего друга детства Евгения Алемайкина (повара по профессии), взяв его фамилию.